# (913) Отила
(913) Отила (лат. Otila) — астероид главного астероидного пояса. Открыт 19 мая 1919 г. немецким астрономом Карлом Рейнмутом в Гейдельберге, Германия. Астероид был назван женским именем, которое учёный взял из немецкого ежегодного календаря Lahrer hinkender Bote, и никак не связано с современниками Рейнмута.
Отила не пересекает орбиту Земли, и делает полный оборот вокруг Солнца за 3,26 Юлианских лет.